# Rudolf Turk
Rudolf Turk, slovenski agronom in agrarni ekonomist-statistik, * 1. november 1907, Tomaj, † 11. februar 1984, Ljubljana.

## Življenje in delo
Turk je štiri razrede osnovne šole končal v Klancu pri Kozini, nižjo realko v Idriji (1919–1922). Leta 1923 je obiskoval nižjo kmetijsko šolo Grm Novo mesto, nato srednjo kmetijsko šolo v Mariboru in Valjevu (1923–1926). Leta 1926 je odšel v Prago na študij agronomije na praško Kmetijsko visoko šolo in tam 1931 diplomiral ter v letih 1931−1933 opravil še specializacijo iz obratoslovja na državnem kmetijskem inštitutu v Pragi. V letih 1933–1945 je služboval na državnem kmetijskem posestvu Belje v Baranji in fakultetnem posestvu v Zemunu, nato od 1947--1977 na ljubljanski Biotehniški fakulteti, od 1961 dalje kot redni profesor za obratoslovje, taksacijo, statistiko, linearno planiranje in metodiko raziskovalnega dela. Leta 1952 se je iz statistike izpopolnjeval v ZDA. Turk je v upravljanje velikih kmetijskih posestev uvedel analitsko knjigovodstvo in racionalizacijo proizvodnih postopkov.  Napisal je več znanstvenih in strokovnih člankov ter med drugim 1972 v soavtorstvu izdal knjigo Statistična tehnika z osnovami planiranja in vrednotenja eksperimentov.(COBISS)